# Koblenz Open 2017
Il Koblenz Open 2017 è stato un torneo maschile tennis professionistico. È stata la 1ª edizione del torneo, facente parte della categoria Challenger 80 nell'ambito dell'ATP Challenger Tour 2017, con un montepremi di 43 000 €. Si è giocato dal 17 al 22 gennaio 2017 sui campi in cemento indoor della CGM Arena di Coblenza, in Germania.

## Partecipanti

### Teste di serie
| Nazionalità | Giocatore            | Ranking* | Testa di serie |
| ----------- | -------------------- | -------- | -------------- |
| Rep. Ceca   | Lukáš Rosol          | 113      | 1              |
| Argentina   | Guido Andreozzi      | 115      | 2              |
| Germania    | Benjamin Becker      | 120      | 3              |
| Italia      | Alessandro Giannessi | 124      | 4              |
| Romania     | Marius Copil         | 127      | 5              |
| Russia      | Teymuraz Gabashvili  | 140      | 6              |
| Argentina   | Marco Trungelliti    | 150      | 7              |
| Slovenia    | Grega Žemlja         | 152      | 8              |

- Ranking al 9 gennaio 2017.

### Altri partecipanti
I seguenti giocatori hanno ricevuto una wild card per il tabellone principale:
- Florian Broska
- Jan Choinski
- Benjamin Hassan
- Daniel Masur

Il seguente giocatore è entrato in tabellone con il ranking protetto:
- Cedrik-Marcel Stebe

I seguenti giocatori sono entrati in tabellone come alternate:
- Guido Andreozzi
- Grégoire Barrère
- Yannick Mertens

I seguenti giocatori sono passati dalle qualificazioni:
- Filip Horanský
- Nils Langer
- Yann Marti
- Michał Przysiężny

I seguenti giocatori sono entrati in tabellone come lucky loser:
- Adrien Bossel
- Adrian Ungur

## Punti e montepremi
| Torneo    | Torneo              | V     | F     | SF    | QF    | 2T  | 1T  | Q | Q2 | Q1 |
| Singolare | Punti               | 80    | 48    | 29    | 15    | 6   | 0   | 3 | 0  | 0  |
| Singolare | Premi in denaro (€) | 6 190 | 3 650 | 2 160 | 1 260 | 730 | 450 | – | –  | –  |
| Doppio    | Punti               | 80    | 48    | 29    | 15    | –   | 0   | – | –  | –  |
| Doppio    | Premi in denaro (€) | 2 670 | 1 550 | 930   | 550   | –   | 310 | – | –  | –  |

## Campioni

### Singolare
Ruben Bemelmans ha sconfitto in finale  Nils Langer con il punteggio di 6–4, 3–6, 7–6(0).

### Doppio
Hans Podlipnik /  Andrei Vasilevski hanno sconfitto in finale  Roman Jebavý /  Lukáš Rosol con il punteggio di 7–5, 3–6, [16–14].